# Kristina Rizzotto
Kristina Ziema Rizzotto (Rio de Janeiro 16 maart 1989) is een organiste, pianiste, componiste, dirigente en koorleidster en heeft de Letse, Braziliaanse en Amerikaanse nationaliteiten. Zij woont en werkt in de Verenigde Staten.

## Biografie
Rizzotto werd geboren in Rio de Janeiro als eerste kind van André Vidal Pessôa en Desirée Doraine Rizzotto. Zij heeft drie zussen en twee broers.
Zij heeft drie nationaliteiten: de Letse, vanwege haar Letse grootmoeder van haar moeders kant, die in Liepāja woont; de Braziliaanse, vanwege haar geboorte; de Amerikaanse, vanwege haar naturalisatie.
Ze studeerde in 2010 af met een bachelordiploma magna cum laude aan de Federale Universiteit van Rio de Janeiro (UFRJ). Sinds 2007 geeft zij als concertpianist diverse pianorecitals in Brazilië.
Tussen 2010 en 2011 was ze hoofdorganist van het São Bento-klooster in Rio de Janeiro, maar verhuisde in 2011 naar de VS om een masterdiploma in sacrale muziek en orgelspel te behalen aan de East Carolina University (ECU) in Greenville (South Carolina).
Ze promoveerde in mei 2019 aan het American Organ Institute van de University of Oklahoma met een proefschrift over het belang van muziek bij de vorming van de nationale identiteit van het Letse volk, met de nadruk op de orgelcomposities van Aivars Kalējs als vertegenwoordiger van de geest van de Letse traditie. Zij presenteert zich sindsdien als Dr. Kristina Rizzotto.
Ze is muzikaal leider van de Lutherse Kerk 'Lake of the Isles' in Minneapolis.
Met tientallen gepubliceerde composities voor orgel en rond 400 muziekopnames op YouTube werd ze internationaal bekend en gewaardeerd in de orgelwereld. Ze speelde orgelconcertreizen in onder meer Brazilië, Argentinië, de VS, Italië, Noorwegen, Letland, Litouwen en Polen.

### Orgel
Rizzotto's oefenorgel, dat ze thuis heeft staan en op veel van haar YouTube-opnames te zien is, is een Johannus LiVE 3T-Hauptwerk-orgel.

## Prijzen
Rizzotto ontving prijzen zoals XVIII ArtLivre National Piano Competition (São Paulo, 2005) en Metropolitan Music Ministries (Charlotte (North Carolina), 2013).

## Persoonlijk
Rizzotto is transgender. In januari 2013 begon Rizzotto met haar medische geslachtstransitie en in 2019 kwam ze publiekelijk uit de kast. Ze trouwde in 2015 in Girdwood (Alaska) met de Braziliaanse Clara Ferreira. Samen hebben ze drie kinderen. In de VS werd ze in februari 2024 genaturaliseerd tot Amerikaans staatsburger. Clara is eveneens afgestudeerd aan de East Carolina University, in 2013, met de graad Ph.D. in de medische sector en natuurkunde.
Als liturgisch organist pleit ze publiekelijk voor de opname van lhbti-mensen in kerkelijke instellingen en hun acceptatie in het christendom in het algemeen.

## Composities

### Solo orgelrepertoire
- Toccata
- Oração a Nossa Senhora (Gebed tot Onze Lieve Vrouw)
- Murmuris
- Slaapliedje, gebaseerd op het Letse volksliedje Aijā, žūžū, lāču bērni
- Kroningsmars
- God is mijn eed
- Lūgšana (gebed)
- Deus Vult (Gods Wil)
- Fantasia

### Koraalpreludes, die zijn gebaseerd op bekende hymnen
- Trio on Wie Schön Leuchtet der Morgenstern
- Hyfrydol sur La Canarie
- Puer Nobis
- Kelvingrove
- Pastorale on This Joyful Eastertide
- Toccata on All Glory, Laud, and Honor
- Trio on Engelberg
- Trio on Here I Am, Lord

### Koraalrepertoire
- Rerum, Deus, Tenax Vigor (God, Vasthoudende Kracht van Alles)
- Oculi Mei (Mijn ogen)

### Pianorepertoire
- Noturno e Sereno (Nachtelijk en sereen)
- Ao Contemplar uma Imagem da Virgem (Laat hem nadenken over een beeld van de Maagd)
- Sonhos e sorrisos do jardineiro de uma única flor (Dromen en glimlachen van de tuinman van een enkele bloem)
- Desanuviado Alvorecer Oceânico (Onbewolkte Oceanische Dageraad)
- Rèver (mijmering)